# Homolliella sericea
Homolliella sericea är en måreväxtart som beskrevs av Arenes. Homolliella sericea ingår i släktet Homolliella och familjen måreväxter. Inga underarter finns listade i Catalogue of Life.